# うきぴー
うきぴーは、福岡県うきは市の公式マスコットキャラクターである。
フルーツ王国うきはで採れる柿の妖精。ゆるキャラグランプリ2020では、34位になっている。

## 名称
「うきぴー」の名前の由来は、うきは市の「うき」とハッピー（幸せ）の「ぴー」を組み合わせたもの。2008年6月にうきは市吉井町生葉在住の小学5年生が名付け親となった。

## プロフィール
- 生誕地：福岡県うきは市
- 誕生日：3月20日
- 性別：男の子
- 性格：フレンドリーで好奇心旺盛だけどおっちょこちょい。
  - 「よく柿食うお客さん、だーい好き」＝フルーツ王国うきはに住む柿の妖精。
  - 「柿なのにモチ肌」＝うきはの水は良質な地下水、美肌効果抜群の温泉の効果もある。
  - 「かなり癒し系男子です」＝うきはの美しい森林セラピーロードのおかげ。
  - 「おやつがないと動きません」＝うきは市はスイーツ店舗が多く、おやつはうきぴーの原動力。
  - 「柿ピーじゃなくて、うきぴーですよ」＝よく間違われる[3]。
- 口癖：うきうきハッピー
- 仕事：うきは市のPR隊長
- チャームポイント：正面から見ると頭がうきはの「う」に見える[4]。なまこ壁をイメージした洋服を着ている。

## デザイン
デザインは、2008年（平成20年）4月に当時うきは市内に在住していた72歳の商業デザイナーの生野省三から無償提供を受けた。このデザインのコンセプトは、うきは市の「う」「き」「は」の文字をモチーフに、うきは市の特色でありシンボルとなっている「かわせみ、彼岸花、柿の木」をデザイン化したもの。

## 活動内容
うきは市キャラクター「うきぴー」を市民に親しんでもらうと同時に、訪れた方を歓迎するため、いろいろな市内イベントや観光イベント（農商工観光連携）で活用する。